# ダルワール・クラトン

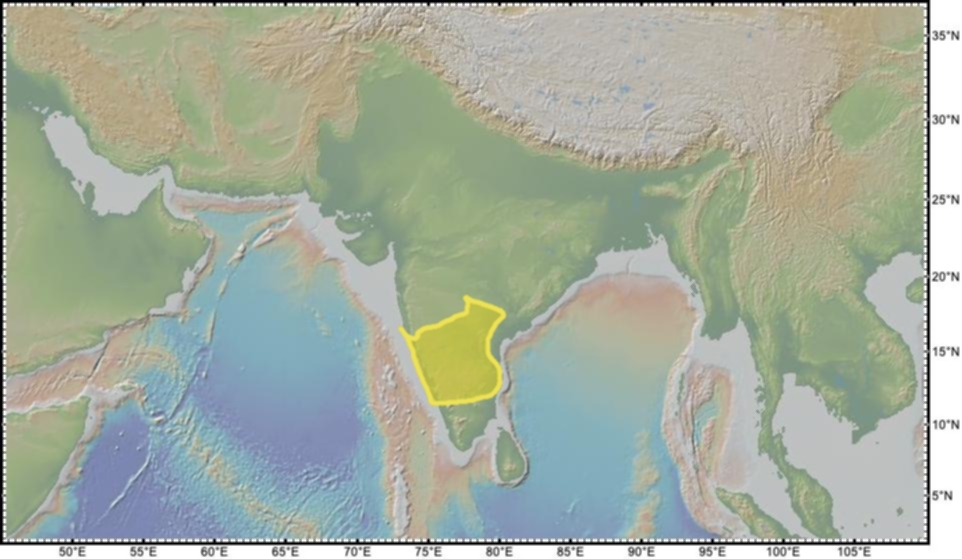
ダルワール・クラトンの地図上の位置

ダルワール・クラトン（Dharwar Craton）は、現在のインド楯状地の地殻の一部を成しているクラトンである。

## 歴史
ダルワール・クラトンは36億年前から25億年前に基盤部分が形成されたと考えられている。その後、大陸移動に伴って移動してきたとは考えられるものの、このクラトンは安定陸塊として残存してきたとされる。現在のダルワール・クラトンの位置は、北緯19度から北緯11度の間、東経72度45分から東経80度の範囲である。ただし、この範囲は方形でなく、長円のような範囲である。
なお、ダルワール・クラトンという呼び名は、Geological Survey of Indiaが、岩石学の分野において混乱を避けるために導入した。

## 地質
現在のダルワール・クラトンには「subparallel supracrustal belts」が幾つか含まれている。
ダルワール・クラトンで見られる主要な岩石としては、結晶片岩や粘板岩などが挙げられる。含まれている鉱物としては、角閃石、赤鉄鉱、磁鉄鉱、長石、石英などが挙げられる。
ダルワール・クラトンを構成する岩は、流紋岩などの火山活動の結果として形成された岩石や、花崗岩などの深成岩として形成された岩石や、さらに、自然に堆積しで形成された堆積岩などが見られるものの、それらは程度の差こそあれ、変性作用を受けている。
なお、ダルワール・クラトンを構成する岩からは、ストロマトライトを除くと、一般的に生物の化石が見い出されない。

## 細分
現在のダルワール・クラトンの位置は、北緯19度から北緯11度の間、東経72度45分から東経80度の範囲だが、そこに含まれている岩石と、それが形成された年代に基いて、東部ダルワール・クラトン（eastern Dharwar Craton）と、西部ダルワール・クラトン（western Dharwar Craton）とに細分される。

## その他
「Dharwar Supergroup」という用語は、カンブリア紀よりも前に変性作用を受けた堆積岩に似た岩石を指す用語として、用いられる場合がある。 